# Agabus labiatus
Agabus labiatus é uma espécie de insetos coleópteros pertencente à família Dytiscidae.
A autoridade científica da espécie é Brahm, tendo sido descrita no ano de 1791.
Trata-se de uma espécie presente no território português.